# 宋纖
宋纖（?—?），字子阳，十六国敦煌郡效谷县（今甘肃省瓜州县西南）人。
宋纤年轻时沉静有志操，不交结世人，隐居在酒泉郡南山，明究经纬，教授弟子达三千人，有盛名。州郡征辟，不去应召。张祚征为太子友，授太子太傅。上疏：“臣生不喜存，死不悲没。今当命终，乞如素愿。”绝食而死，年八十二岁。前凉追谥玄虚先生。